# Stenopelmatopterus
Stenopelmatopterus is een geslacht van rechtvleugeligen uit de familie Stenopelmatidae. De wetenschappelijke naam van dit geslacht is voor het eerst geldig gepubliceerd in 1988 door Gorochov.

## Soorten
Het geslacht Stenopelmatopterus omvat de volgende soorten:
- Stenopelmatopterus sallei Saussure, 1859
- Stenopelmatopterus sartorianus Saussure, 1859
- Stenopelmatopterus sumichrasti Saussure, 1859